# 13027 Geeraerts
A 13027 Geeraerts (ideiglenes jelöléssel 1989 GJ4) a Naprendszer kisbolygóövében található aszteroida. Eric Walter Elst fedezte fel 1989. április 3-án.